# Antonio Lombardo

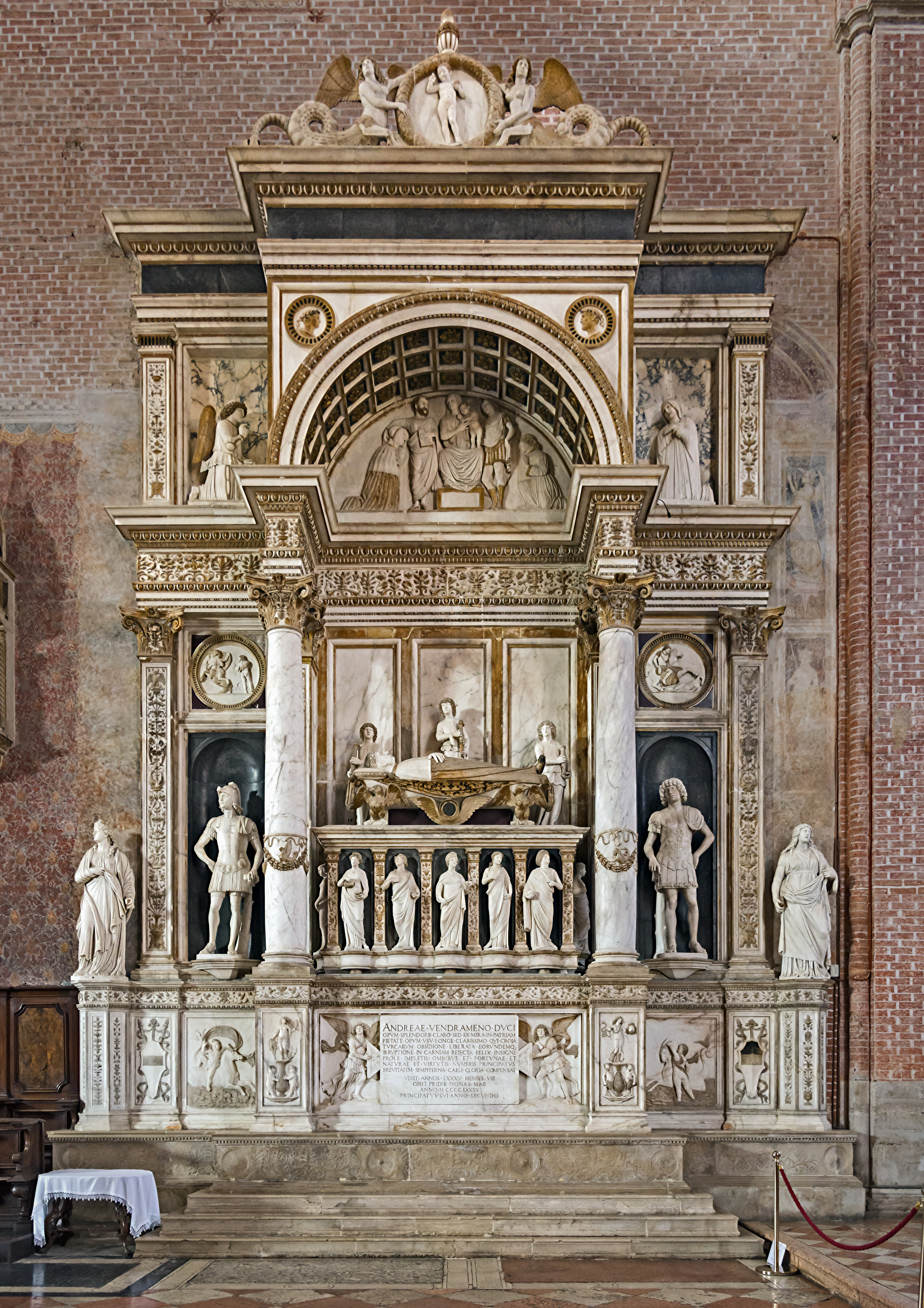
Antonio Lombardo, Nagrobek doży Andrea Vendramina w weneckiej bazylice Santi Giovanni e Paolo.

Antonio Lombardo (ur. 1458 w Wenecji, zm. 1516 w Ferrarze) – włoski rzeźbiarz, tworzący w okresie odrodzenia, głównie w Wenecji.

## Życiorys
Szkolił się w warsztacie swego ojca Pietro Lombardo, współpracując z nim podczas realizacji wielu wczesnych zleceń, między innymi marmurowego grobowca poety Dantego Alighieri.
W latach 1481–1489 wykonywał (przy współudziale brata Tulio) dekoracje rzeźbiarskie dla weneckiego kościoła Santa Maria dei Miracoli.
W 1484 roku udokumentowano jego obecność w Treviso, gdzie stworzył nagrobek biskupa Zanetto da Udine, natomiast w 1490 roku przebywał w Bergamo, ozdabiając kaplicę ufundowaną przez kondotiera Bartolomeo Colleoni.
Na początku szesnastego wieku działał w Padwie, dekorując jedną z kaplic tamtejszej bazyliki Sant'Antonio.
W 1506 roku przeniósł się do Ferrary na dwór księcia Alfonso I d’Este, realizując liczne zamówienia, między innymi reliefy zdobiące ściany zamku Castello Estense, obecnie eksponowane w petersburskim Ermitażu.
Jego synowie Aurelio, Girolamo i Lodovico również zostali rzeźbiarzami.